# Silos cukrowniczy w Gostyniu
Silos w Gostyniu – betonowy silos do magazynowania cukru, zlokalizowany na terenie Cukrowni Gostyń w Gostyniu.
Zbudowany przez firmę Pfeifer & Langen w 2013 obiekt jest największym silosem cukrowniczym w Polsce. Wysokość z kopułą wynosi 72,5 metra (kopuła – 15 metrów), a średnica 50 metrów. Stoi na ponad tysiącu betonowych pali o średnicy 400 mm, zakotwionych w gruncie na głębokość od 8 do 12 metrów. Może pomieścić do 80 tysięcy ton cukru. Z uwagi na stosowaną podczas budowy technologię ślizgu, wylewanie masy betonowej trwało 24 godziny na dobę, bez przerw. Każdego dnia przybywało zatem średnio 2,5 metra wysokości muru. Kopułę najpierw wstawiono w elementach do wnętrza silosu, a następnie złożono i stopniowo wypchnięto ku górze. Od wewnątrz silos jest wyłożony blachą kwasoodporną. Próby technologiczne odbyły się we wrześniu 2013.
Budowa wzbudziła poważne kontrowersje wśród historyków sztuki, bowiem silos zlokalizowany jest na osi założenia klasztornego Świętej Góry i bezpowrotnie ingeruje w krajobraz kulturowy miasta i okolic. Środowisko naukowe wystosowało w tej sprawie petycję do najwyższych władz państwowych.

## Galeria

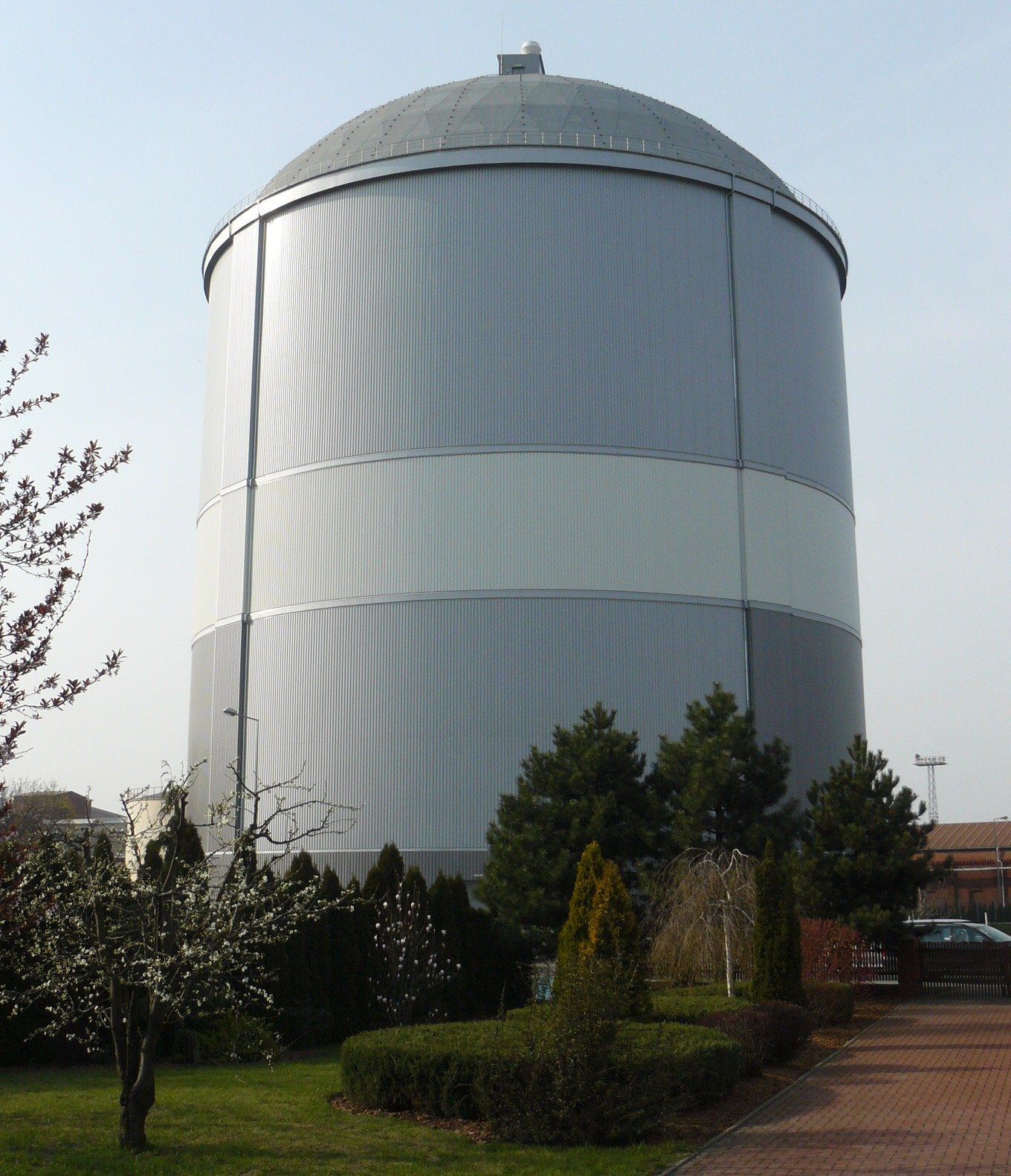
Widok ogólny
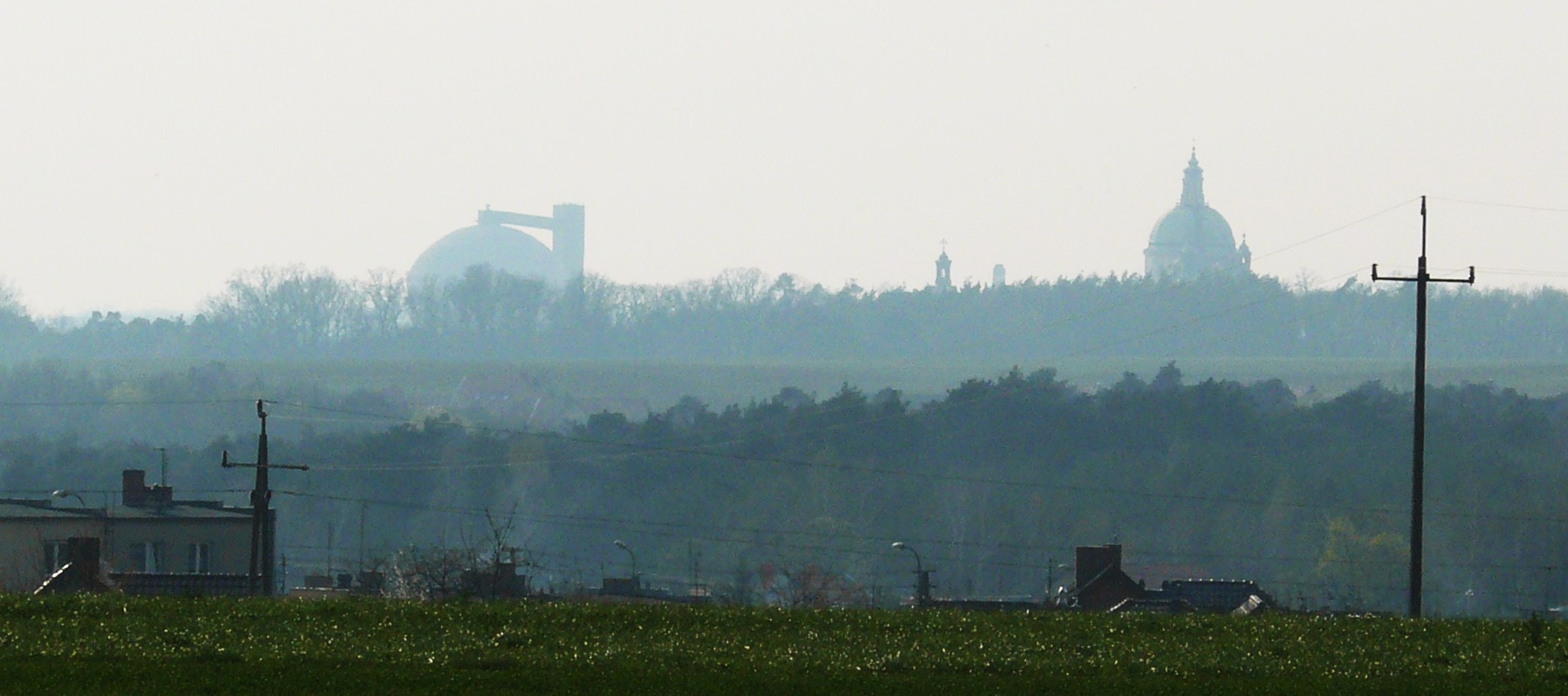
Panorama miasta z widokiem na silos i Klasztor filipinów na Świętej Górze